# 東電通
株式会社東電通（とうでんつう、英: TODENTSU Corporation）は、かつて存在した日本の建設会社。NTTグループをはじめとする電気通信事業者の工事を請け負う大手企業の一角を占めていた。企業理念は「人の和」

## 概要
前身は、「東洋電機通信工業」電気・通信設備の拡充を目指し設立される。当時は戦後間もない混乱期であり、実際の電気設備工事以前に電気、水道の修理業務、電気器具の販売を中心にしていた。逓信省の工事受注を足がかりに電気通信設備事業で成長を遂げ、「技術の東電通」の異名を持っていた。既存事業は旧電電公社を継承したNTT、官公庁向けが中心であったが、末期には新規事業の立ち上げも進められていた。

## 経営理念
人権尊重の精神に基づく「人の和」を中心に経営活力の維持高揚につとめ
健全な経営体質づくりに徹し、事業の公共性を認識し社業の永続的な発展を迫して広く社会に貢献する

## 沿革
- 1946年（昭和21年） - 東京都中央区にて電気通信設備の復旧と改善・拡充に寄与することを目的に東洋電機通信工業（株）として設立。
- 1954年（昭和29年） - 日本電信電話公社（現在のNTT）より「通信機械1級」の工事参加資格認定を得る。
- 1956年（昭和31年） - 日本電信電話公社より「通信線路1級」の工事参加資格認定を得る。
- 1963年（昭和38年） - 東京証券取引所、2部上場。
- 1973年（昭和48年） - 東京証券取引所、1部指定替え。
- 1989年（平成1年）  - 技術開発センターを江東区枝川に開設。
- 1991年（平成3年）  - NTTで新たに認定された「通信設備総合種」資格認定。
- 1992年（平成4年）  - 社名を現在の社名に変更。
- 2004年（平成16年） - 新橋・汐留地区に新本社ビル竣工。
- 2010年（平成22年） - コミューチュア、大明との3社で共同持株会社ミライト・ホールディングス設立。東電通はミライト・ホールディングスの完全子会社となる。
- 2012年（平成24年）10月1日 - ミライトグループの組織再編に伴い大明を存続会社として大明と合併、同日「株式会社ミライト」に社名変更。会社組織としての東電通は消滅。

## 主な施工実績
施工の多くは、他社と共に共同企業体として参加している。
- レインボーブリッジ（東京都港区）
- テレコムセンター（東京都江東区）
- 恵比寿ガーデンプレイス（東京都渋谷区）
- 警視庁本部庁舎（東京都千代田区）
- 聖路加国際病院（東京都中央区）
- 国立歴史民俗博物館（千葉県佐倉市）
- フェニックス・シーガイア・リゾート（宮崎県宮崎市）
- 関西国際空港（大阪府泉佐野市）

## 主な事業
- 通信インフラ事業
- 総合設備事業
- 情報通信システム事業
- IP/ITソリューション事業
- 環境・リニューアル事業
- 社会システム関連事業等
- 技術開発・システム開発

## 関連会社
- 東電通テクノス株式会社
- 東電通アクセス株式会社